# Leucodon flexisetus
Leucodon flexisetus là một loài Rêu trong họ Leucodontaceae. Loài này được (Besch.) Paris mô tả khoa học đầu tiên năm 1900.